# Поділ (Житомир)
Поділ — історична місцевість Житомира.   

## Розташування
Місцевість розташована в Богунському районі Житомира, в центральній частині міста.
Поділ належить до старовинної частини Житомира. 
Місцевість розкинулася долинами річки Кам'янки (на її лівому березі) та річки Рудавки (на її правому березі). З півдня, з протилежного берега Рудавки, прилучається Замкова Гора, з півночі — Охрімова Гора. На заході, з протилежного берега річки Кам'янки прилучаються Мальованка та Закам'янка.

## Історичні відомості
Місцевість сформувалася протягом XVII — XVIII століть як північно-західне передмістя Житомира. Місцевість формувалася вздовж стародавнього шляху на Троянів (нині вулиці Троянівська та Подільська).
Вулична мережа та первинна забудова вулиць Подолу здебільшого сформувалися до початку ХІХ століття.  До перепланування міста, що здійснювалося з середини ХІХ століття, існував Подільський майдан на перетині вулиць Старовільської, Подільської (нині Троянівська) та Верхньої (сучасна Трипільська, ділянка якої між вулицями Володимирською та Старовільською на сьогодні не існує).
В центрі Подолу, на Подільській горі з 1700 року відома Успенська церква (перебудована у 1870-х).                    
У ХІХ столітті Поділ став одним з основних місць розселення єврейської бідноти.
На початку ХІХ століття на Подолі побудовано перший в Житомирі дерев'яний міст через Кам'янку.
У 1878 році на Подолі відкрився «Слов'янський пивоварний завод», заснований чехами Йосипом Махачеком, Богданом Янсою.
У 1975 — 1977 рр. побудований новий залізобетонний мостовий перехід через річку Кам'янку та збудовано нову ділянку нинішньої Троянівської вулиці від Подільської вулиці до новозбудованого мосту.

## Сучасність
Місцевість являє собою одну з небагатьох, де певною мірою зберігся колорит забудови ХІХ — початку ХХ ст.